# Макдональд, Леон
Леон Рэймонд Макдональд (англ. Leon Raymond MacDonald, родился 21 декабря 1977 года в Бленеме) — новозеландский регбист, крикетист и регбийный тренер, выступавший на позиции флай-хава (первого пяти-восьмого), центра и фуллбэка. Провёл 56 матчей за «Олл Блэкс», в настоящее время является тренером клуба «Блюз».

## Биография

### Клубная карьера
Уроженец Бленема, окончил мужской колледж Мальборо, где занимался регби. В возрасте 16 лет дебютировал в третьем дивизионе национального чемпионата по регби в игре за «Мальборо» против «Баллера». К 18 годам провёл 33 матча за команду Мальборо и считался одной из восходящих звёзд новозеландского регби. В 1996 году стал выступать за команду региона Кентербери, через год дебютировал в Супер 12 за клуб «Крусейдерс», став ключевым игроком команды. В 1997 году усилиями Макдональда «Кентербери» выиграл первый дивизион национального чемпионата провинций Новой Зеландии. В 1998 году один сезон провёл в составе «Чифс», сыграв пять матчей и в первом же забив пять штрафных. В 2002 году стал игроком победоносного состава «Крусейдерс», выигравшего Супер 12 без единого поражения (всего в его активе чемпионства 1999, 2000, 2002, 2005, 2006 и 2008 годов), а всего провёл 122 матча за «крестоносцев»,. В составе «Кентербери» выигрывал первенство провинций в 1997, 2001, 2004, 2008 и 2009 годах.
В 2004 году Макдональд играл за японский клуб «Ямаха Жубилу», вследствие чего не выступал в Супер Регби и не играл в чемпионате провинций. В 2005 году он вернулся в Новую Зеландию, возобновив свои выступления и за «Крусейдерс», и за сборную. Из-за травм и пребывания в Японии Макдональд пропустил сезоны 2002/2003 и 2007/2008 в составе «Кентербери», сыграв в целом 37 встреч. В 2008 году выиграл Супер 14 с «Крусейдерс» и получил приз MVP всего сезона от программы Reunion канала Sky Sports, а в 2009 году стал бессменным игроком в обороне «Крусейдерс» в сезоне Супер 14 — его четыре штрафных и дроп-гол в игре против «Блюз» помогли команде вырваться в плей-офф. Сезон 2009/2010 провёл в Японии за «Кинтэцу Лайнерс», а в 2010 году после очередной травмы завершил карьеру, объявив об уходе на пост тренера «Тасман Макос», команды региона Тасман.

### Карьера в сборной
В 1995 году Макдональд выступал за сборную школьников Новой Зеландии, в 1996 году дебютировал за сборную среди игроков не старше 19 лет, в 1997 году — за команду не старше 21 года («Кольтс»). Дебютную игру за «Олл Блэкс» Макдональд провёл 24 июня 2000 года в Данидине против Шотландии, заменив Кристиана Каллена. В 2001 году в связи с травмой последнего Макдональд вышел в стартовом составе и позже стал твёрдым игроком основы, не уступая ни Каллену, ни Джеффу Уилсону, ни Милсу Мулиаине. В 2003 году Макдональд сыграл на Кубке мира в Австралии, где по решению тренера защитников Робби Динса был сдвинут со своей позиции фуллбэка в центр.
Несмотря на 12 удачных реализаций в игре против Тонга и главный статус бьющего на турнире, Макдональд не смог превзойти в итоге по мастерству ни Картера, ни Мертенса, ни Бена Блэра, и в итоге своё выступление на такой позиции он признал неудачным, больше не выходя на позицию центра. В 2005 году в Кубке трёх наций его перевели на позицию первого пяти-восьмого (флай-хава) в связи с травмой Дэна Картера; тогда же он сыграл и в серии тест-матчей против «Львов». В 2007 году играл на Кубке мира во Франции, где «Олл Блэкс» выбыли уже после четвертьфинала. Всего в его карьере было 56 матчей за национальную сборную и 141 очко: 14 попыток, 25 реализаций и 7 штрафных. Он сыграл также за сборную маори по регби, отличившись в 2005 году в Гамильтоне в матче против «Львов» и занеся победную попытку. Последнюю игру провёл 12 июля 2008 года в Данидине против ЮАР.

### Тренерская карьера
С 2010 по 2018 годы Макдональд был сначала помощником тренера клуба «Тасман», будучи наставником второго состава, а с 2016 года был тренером основной команды. В 2017 году был помощником тренера «Крусейдерс», тренируя трёхчетвертных, а в 2019 году стал тренером «Блюз». В сентябре 2021 года продлил контракт с клубом на два года.

## Стиль игры
В начале своей карьеры Макдональд выступал на позиции первого пяти-восьмого или оттянутого полузащитника, однако в связи с избытком и жёсткой конкуренцией на этих позициях (в том числе и в связи с наличием Эндрю Мертенса) он ушёл на место фуллбэка. В 2003 году на Кубке мира играл в центре, где особо не преуспел и позже ушёл на позицию фулбэка, где и прославился как мастер начала контратак благодаря высоким ударам и умело захватывающий противника защитник. Отличался гибкостью, отличным ударом и выдающейся игровой психологией, однако по ходу матчей неоднократно получал травмы головы и сотрясения мозга, что многие эксперты расценивали как угрозу его карьере и здоровью.

## Вне регби
Макдональд также известен как крикетист, в составе команды Мальборо он выиграл в 1993/1994 году Кубок Хоука — один из новозеландских турниров, не относящийся к крикету первого класса и проводящийся с участием команд регионов и районов Новой Зеландии.